# Данишевский, Александр Владимирович
Алекса́ндр Влади́мирович Данише́вский (род. 23 февраля 1984, Севастополь) — российский футболист, нападающий.

## Карьера
За время карьеры профессионального игрока выступал за московский «Спартак», «Химки», московское «Торпедо», «Кубань», «Ростов», киевский «Арсенал», «Спортакадемклуб».
Автор единственного гола «Спартака» в розыгрыше Лиги чемпионов 2002/2003. Первый групповой этап для клуба завершился шестью поражениями с общим счетом 1:18. Данишевский забил первый гол в матче с «Ливерпулем» 22 октября на стадионе «Динамо».
В конце марта 2009 года перешёл в «Анжи», с которым заключил соглашение до конца 2009 года. В 2010 году был игроком клуба «Жемчужина-Сочи». 31 июля 2013 года перешёл в белорусский клуб «Белшина». Дебютировал 3 августа в матче против «Гомеля», выйдя на замену на 72-й минуте, и уже через 3 минуты отличился голом, установив окончательный счёт 3:1 в пользу своей команды. C марта по май 2014 года играл за кировоградскую «Звезду». В августе 2014 года был заявлен за СКЧФ, в декабре покинул клуб.

## Достижения
- Чемпион России: 2001
- Бронзовый призёр чемпионата России: 2002
- Обладатель Кубка России: 2002/03
- Финалист Кубка России: 2004/05
- Победитель Первой лиги Украины: 2012/13

## Статистика
| Сезон   | Команда          | Лига | Игр | Голов |
| ------- | ---------------- | ---- | --- | ----- |
| 2001    | Спартак (Москва) | ПЛ   | 2   | 0     |
| 2002    | Спартак (Москва) | ПЛ   | 21  | 4     |
| 2003    | Спартак (Москва) | ПЛ   | 17  | 0     |
| 2004    | Химки            | ПД   | 15  | 0     |
| 2005    | Химки            | ПД   | 30  | 12    |
| 2006    | Торпедо (Москва) | ПЛ   | 12  | 2     |
| 2006    | Кубань           | ПД   | 11  | 4     |
| 2007    | Кубань           | ПЛ   | 5   | 1     |
| 2007    | Ростов           | ПЛ   | 5   | 0     |
| 2007/08 | Арсенал (Киев)   | ВЛ   | 9   | 0     |
| 2008    | Спортакадемклуб  | ПД   | 13  | 5     |
| 2009    | Анжи             | ПД   | 8   | 1     |
| 2010    | Жемчужина        | ПД   | 23  | 1     |
| 2011/12 | Химки            | ПД   | 12  | 1     |
| 2011/12 | Севастополь      | ПД   | 0   | 0     |